# Saint-Aubin-des-Chaumes
Saint-Aubin-des-Chaumes é uma comuna francesa na região administrativa de Borgonha-Franco-Condado, no departamento Nièvre. Estende-se por uma área de 10,89 km². Em 2010 a comuna tinha 70 habitantes (densidade: 6,4 hab./km²).